# Acianthera ochreata
Acianthera ochreata är en orkidéart som först beskrevs av John Lindley, och fick sitt nu gällande namn av Alec M. Pridgeon och Mark W. Chase. Acianthera ochreata ingår i släktet Acianthera och familjen orkidéer.

## Underarter
Arten delas in i följande underarter:
- A. o. cylindrifolia
- A. o. ochreata

## Bildgalleri

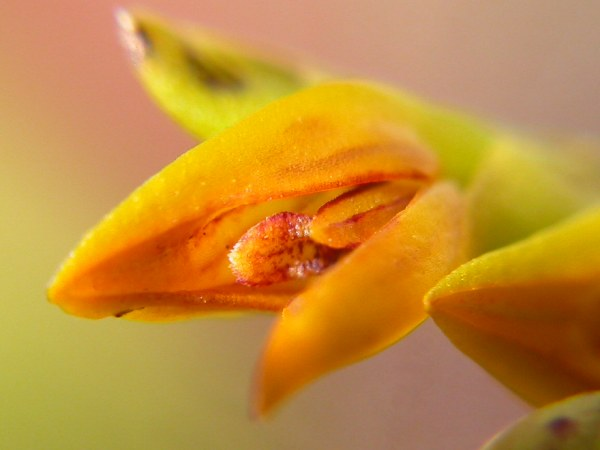
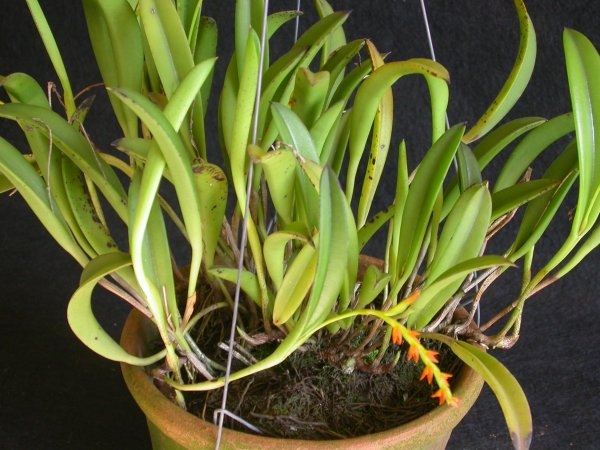
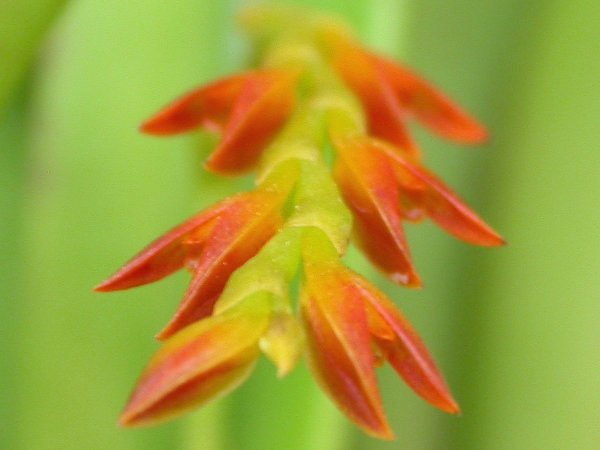
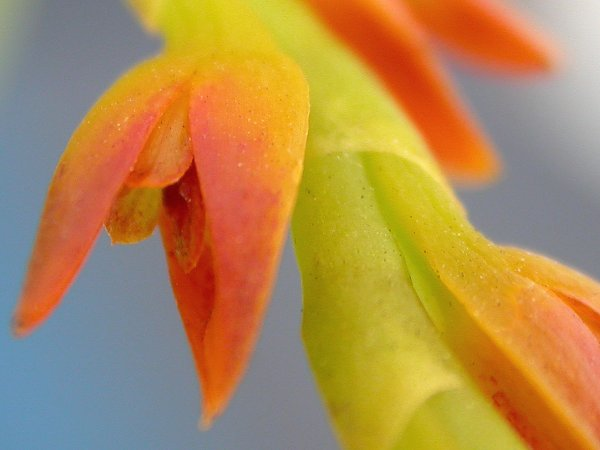
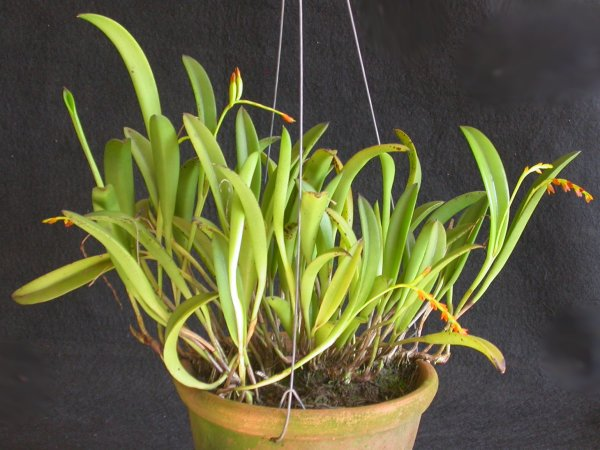
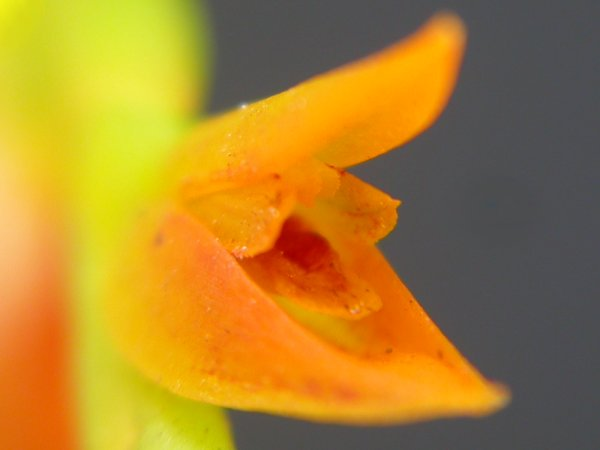